# Francis L. Carsten
Francis Ludwig Carsten (* 25. Juni 1911 in Berlin als Franz Ludwig Carsten; † 23. Juni 1998 in London) war ein deutsch-britischer Historiker.

## Leben und Werk
Der Sohn eines Berliner Augenarztes wuchs in einer jüdischen Familie auf, gehörte aber keiner Religionsgemeinschaft an. Er studierte nach dem Abitur Rechtswissenschaft in Genf, Heidelberg und Berlin, wo er im Mai 1933 noch am Kammergericht das Referendarsexamen ablegen konnte. Die Machtergreifung der Nationalsozialisten verhinderte jedoch den Antritt seines Referendariats. Aus gleichem Grund konnte sein älterer Bruder Ernst, der im Jahr 1932 mit der Arbeit Die Geschichte der Staatsanwaltschaft in Deutschland promoviert wurde, seine Referendarausbildung am Kammergericht nicht abschließen. Carsten arbeitete in einer Bank und betrieb einen Buchladen am Kurfürstendamm. Er engagierte sich in der Widerstandsorganisation Neu Beginnen. Dabei arbeitete er mit Richard Löwenthal, Waldemar von Knoeringen und Fritz Erler zusammen. Im Jahr 1936 emigrierte die Familie Carsten, darunter auch die jüngere Schwester Marie, die in den USA eine Karriere als Biochemikerin machte.
Franz Ludwig Carsten gelangte zunächst nach London, anschließend nach Amsterdam, wo er drei Jahre blieb. Carsten begann sich, durch Norbert Elias angeregt, mit der deutschen Geschichte, vor allem Preußens, zu beschäftigen. Im Jahr 1939 kehrte er nach England zurück. Dort setzte er seine Studien mit einem Stipendium am Wadham College der Universität Oxford fort. Seine akademischen Lehrer waren die Wirtschaftshistoriker George Norman Clark und Michael Postan. Im Jahr 1942 wurde Carsten in Oxford promoviert über das Thema The development of the Manorial System – Grundherrschaft und Gutsherrschaft in Northeastern Germany Until the End of the Sixteenth Century. Von 1947 bis 1960 war er Lecturer am Westfield College der Universität London, wo er sich mit einer Reihe von Aufsätzen als Preußenexperte einen Namen machte und 1954 sein erstes Buch mit dem Titel The Origins of Prussia veröffentlichte.
Carstens nachfolgendes Werk Princes and Parliaments gilt als bahnbrechende Studie. In ihr versuchte Carsten zu zeigen, dass die Ständeversammlungen des 15. und frühen 16. Jahrhunderts keineswegs erzkonservative, der absolutistischen Staatsorganisation im Wege stehende Institutionen gewesen waren. Mochte der Egoismus der sie dominierenden aristokratischen und städtischen Oligarchien auch stark sein, waren sie zugleich auch Verteidiger der Freiheiten der ständischen Eliten gegen die zunehmenden Übergriffe und Ambitionen der Fürsten.
Im Jahr 1961 wurde Carsten zum Professor der Universität London ernannt. Dort lehrte er Europäische Geschichte und begann seine Untersuchungen zur Rolle der Reichswehr in der Weimarer Republik. Einer seiner Doktoranden war Volker Berghahn. 1988 wurde er emeritiert. Nach seiner Emeritierung folgten Biographien zu sozialdemokratischen Politikern wie August Bebel und Eduard Bernstein. 1971 wurde er zum Mitglied der British Academy gewählt.

## Schriften (Auswahl)
- Widerstand gegen Hitler. Die deutschen Arbeiter und die Nazis. Insel-Verlag, Frankfurt am Main 1996, ISBN 3-458-16806-0.
- Eduard Bernstein: 1850–1932. Eine politische Biographie. Beck, München 1993, ISBN 3-406-37133-7.
- August Bebel und die Organisation der Massen. Siedler, Berlin 1991, ISBN 3-88680-371-6.
- Geschichte der preußischen Junker (= Edition Suhrkamp. Neue Folge, Bd. 273). Suhrkamp, Frankfurt am Main 1988, ISBN 3-518-11273-2.
- Die erste österreichische Republik im Spiegel zeitgenössischer Quellen (= Böhlaus zeitgeschichtliche Bibliothek. Bd. 8). Böhlau, Wien u. a. 1988, ISBN 3-205-05087-8.
- War against War. British and German Radical Movements in the First World War. Batsford, London 1982, ISBN 0-71343697-2.
- Faschismus in Österreich. Von Schönerer zu Hitler. Fink, München 1977, ISBN 3-7705-1480-7.
- Revolution in Mitteleuropa: 1918–1919. Temple Smith, London 1972, ISBN 0-85117-015-3.
- Die Entstehung Preußens. Übersetzung Margarethe von Knoop. Kiepenheuer & Witsch, Köln 1968, ISBN 3-548-35081-X.
- Princes and Parliaments from the 15. to the 18. century, Clarendon Press, Oxford 1959.